# Čata
Čata (hongrois : Csata) est un village de Slovaquie situé dans la région de Nitra.

## Histoire
Première mention écrite du village en 1386.

## Démographie

### Évolution de la population
| Année:               | 1994. | 2004.   | 2014.    | 2024.   |
| -------------------- | ----- | ------- | -------- | ------- |
| Nombre de personnes: | 1224  | 1191    | 1016     | 1041    |
| Différence:          |       | -2,69 % | -14,69 % | +2,46 % |

| Année:               | 2023. | 2024.   |
| -------------------- | ----- | ------- |
| Nombre de personnes: | 1035  | 1041    |
| Différence:          |       | +0,57 % |